# Juan Pedro López
Juan Pedro López Pérez (Lebrija, 11 maart 1998) is een Spaans wielrenner die anno 2022 rijdt voor Trek-Segafredo.

## Carrière
In 2019 won López de vierde etappe in de Ronde van de Aostavallei.
Nadat hij in 2019 al stage had gelopen bij Trek-Segafredo maakte hij in 2020 de overstap naar de UCI World Tour ploeg.
López beleefde zijn doorbraak tijdens de Ronde van Italië van 2022. In de vierde etappe naar de Etna werd López tweede achter Lennard Kämna, maar veroverde wel de roze leiderstrui. De Spanjaard zou de roze trui tien etappes behouden, om deze in de rit naar Turijn te verliezen aan Richard Carapaz. Uiteindelijk werd López tiende in het eindklassement en won hij de witte trui als beste jongere.
Zijn tweede etappezege boekte López in de derde etappe van de Ronde van de Alpen in 2024. Hier bleef hij Giulio Pellizzari met 22 seconden voor. Aan het eind van deze ronde schreef hij ook het eindklassement op zijn naam.

## Palmares

### Wegwielrennen
2019
4e etappe Ronde van de Aostavallei
2022
Jongerenklassement Ronde van Italië
2024
3e etappe Ronde van de Alpen
Eindklassement Ronde van de Alpen

#### Resultaten in voornaamste wedstrijden
| Jaar | Ronde van Italië | Ronde van Frankrijk | Ronde van Spanje |
| ---- | ---------------- | ------------------- | ---------------- |
| 2020 |                  |                     | 42e              |
| 2021 |                  |                     | 13e              |
| 2022 | 10e              |                     | 96e              |
| 2023 |                  | 74e                 | 17e              |
| 2024 | 39e              |                     |                  |
| 2025 |                  |                     |                  |

| Jaar | Luik-Bast.‑Luik | Ronde van Lombardije | Waalse Pijl | Clásica San Sebastián |
| ---- | --------------- | -------------------- | ----------- | --------------------- |
| 2020 | 114e            |                      | 128e        |                       |
| 2021 |                 |                      | opgave      | 32e                   |
| 2022 |                 |                      |             | opgave                |
| 2023 | 49e             | opgave               | 45e         |                       |
| 2024 |                 |                      |             | 44e                   |
| 2025 |                 |                      |             | opgave                |

#### Resultaten in kleinere rondes
| Jaar | Tour Down Under | UAE Tour | Ronde van Catalonië | Ronde van het Baskenland | Ronde van Romandië | Ronde van Zwitserland | Critérium du Dauphiné |
| ---- | --------------- | -------- | ------------------- | ------------------------ | ------------------ | --------------------- | --------------------- |
| 2020 | 54e             |          |                     |                          |                    |                       | opgave                |
| 2021 |                 |          | 58e                 | 50e                      |                    |                       |                       |
| 2022 |                 |          | opgave              | 11e                      |                    |                       |                       |
| 2023 |                 |          | 23e                 | 24e                      |                    |                       | 38e                   |
| 2024 | 16e             | 16e      | 37e                 |                          |                    |                       |                       |
| 2025 | diskwalificatie |          | 15e                 |                          | 7e                 | 36e                   |                       |

## Ploegen
- 2018 –  Polartec Kometa (vanaf 1-6)
- 2019 –  Kometa
- 2019 –  Trek-Segafredo (stagiair vanaf 1-8)
- 2020 –  Trek-Segafredo
- 2021 –  Trek-Segafredo
- 2022 –  Trek-Segafredo
- 2023 –  Trek-Segafredo
- 2024 –  Lidl-Trek
- 2025 –  Lidl-Trek

Beppu · Bernard · Brambilla · Ciccone · Clarke · Conci · Degenkolb · Eg · Felline · Frame · Gogl · Irizar (actief t/m 3 augustus) · Kirsch · de Kort · Mollema · Mosca (vanaf 1 augustus) · Moschetti · Mullen · Pantano · Pedersen  · Porte · Reijnen · Skujiņš · Stetina · Stuyven · Theuns · Debeaumarché (stagiair) · López (stagiair) · Quarterman (stagiair)
Bernard · Brambilla · Ciccone · Clarke · Conci · De Kort · Eg · Elissonde · Kamp · Kirsch · Liepiņš · López · Mollema · Mosca · Moschetti · Mullen · A. Nibali · V. Nibali · Pedersen  · Porte · Quarterman · Reijnen · Ries · Simmons · Skujiņš · Stuyven · Theuns · Weening (vanaf 5 juni) · Fancellu (stagiair) · Skjelmose Jensen (stagiair) · Tiberi (stagiair)
Bernard · Brambilla · Ciccone · Conci · Eg · Egholm · Elissonde · Gebreigzabhier · Kamp · Kirsch · De Kort  · Liepiņš · López · Mollema · Mosca · Moschetti · Mullen · A. Nibali · V. Nibali · Pedersen · Quarterman · Reijnen · Ries · Simmons · Skjelmose Jensen · Skujiņš · Stuyven · Theuns · Tiberi · Baroncini (stagiair) · Hellemose (stagiair) · Hoole (stagiair)
Aberasturi · Baroncini · Bernard · Brambilla · Brustenga · Cataldo · Ciccone · Egholm · Elissonde · Gallopin · Gebreigzabhier· Hellemose · Hoelgaard · Hoole · Kamp · Kirsch · Liepiņš · López · Mollema · Mosca · Moschetti · Pedersen · Pellaud · Simmons · Skjelmose Jensen · Skujiņš · Stuyven · Theuns · Tiberi · Tolhoek · Vergaerde · Nys (stagiair) · Vacek (stagiair)
Aberasturi · Baroncini · Bernard · Brustenga · Cataldo · Ciccone · Elissonde · Gallopin · Gebreigzabhier · Hellemose · Hoelgaard · Hoole · Kirsch · Liepiņš · López · Mollema · Mosca · Nys · Mad.Pedersen · Simmons · Skjelmose · Skujiņš · Stuyven · Tesfatsion · Theuns · Tiberi (tot 28/4) · Tolhoek · Vacek · Vergaerde · Aebersold (stagiair) · Mar.Pedersen (stagiair) · Teutenberg (stagiair)
Bagioli · Bernard · Cataldo · Ciccone · Consonni · Declercq · Felline · Geoghegan Hart · Ghebreigzabhier · Gibbons · Hoole · Kirsch · Konrad · López · Milan · Mollema · Mosca · Nys · Oomen · Pedersen · Simmons · Skjelmose · Skujiņš · Stuyven · Tesfatsion · Theuns · Vacek · Vergaerde · Verona · Ronhaar (stagiair)